# Appreciatie en depreciatie
Depreciatie is een economische term die aangeeft dat een bepaalde munteenheid in waarde daalt ten opzichte van een andere munteenheid.
Het tegenovergestelde is appreciatie: de betreffende munteenheid stijgt in waarde ten opzichte van een andere munteenheid.
Door de verandering van de wisselkoers ten opzichte van de andere munteenheid kan men met de eigen munt méér of minder kopen in de periode van voor de verandering van de wisselkoers. 